# Championnat du Ghana de football 2022-2023
Navigation
Saison précédente Saison suivante
La saison 2022-2023 du Championnat du Ghana de football est la soixante-troisième édition de la première division au Ghana.
Asante Kotoko SC est le tenant du titre.

## Déroulement de la saison
Le championnat est composé de dix-huit équipes, il démarre le 10 septembre 2022. Il y aura trois clubs relégués en fin de saison. 
À la suite d'une affaire de match truqué lors de la dernière journée du championnat 2021-2022, Ashanti Gold est relégué en deuxième division, en août un play-off est organisé entre les trois vice-champions des trois groupes de la deuxième division pour connaître le quatrième promu qui prend la place d'Ashanti Gold, le vainqueur est Tamale City.

## Les clubs participants
- Medeama Sporting Club
- Nsoatreman FC - promu de D2
- FC Samartex 1996 - promu de D2
- Berekum Chelsea
- Akyem Oda Kotoku Royals FC - promu de D2
- Dreams FC
- Hearts of Oak SC
- Aduana Stars
- Bechem United
- Asante Kotoko SC
- Karela Football Club
- Tamale City FC - promu de D2
- Legon Cities FC
- Great Olympics
- King Faisal Babies
- Bibiani Gold Stars
- Accra Lions Football Club
- Real Tamale United

## Compétition
Le barème de points servant à établir les classements se décompose ainsi :
- Victoire : 3 points
- Match nul : 1 point
- Défaite : 0 point

### Classement
| Rang | Équipe                       | Pts | J  | G  | N  | P  | Bp | Bc | Diff |
| ---- | ---------------------------- | --- | -- | -- | -- | -- | -- | -- | ---- |
| 1    | Medeama Sporting Club        | 60  | 34 | 18 | 6  | 10 | 44 | 29 | +15  |
| 2    | Aduana Stars                 | 55  | 34 | 15 | 10 | 9  | 32 | 25 | +7   |
| 3    | Bechem United                | 54  | 34 | 16 | 6  | 12 | 42 | 26 | +16  |
| 4    | Asante Kotoko SC T           | 52  | 34 | 13 | 13 | 8  | 42 | 31 | +11  |
| 5    | Bibiani Gold Stars           | 49  | 34 | 13 | 10 | 11 | 39 | 36 | +3   |
| 6    | Dreams FC C                  | 48  | 34 | 13 | 9  | 12 | 38 | 30 | +8   |
| 7    | Karela Football Club         | 47  | 34 | 13 | 8  | 13 | 32 | 32 | 0    |
| 8    | Berekum Chelsea              | 47  | 34 | 13 | 8  | 13 | 36 | 35 | +1   |
| 9    | Legon Cities FC              | 46  | 34 | 12 | 10 | 12 | 39 | 38 | +1   |
| 10   | FC Samartex 1996 P           | 46  | 34 | 12 | 10 | 12 | 28 | 29 | -1   |
| 11   | Real Tamale United           | 46  | 34 | 12 | 10 | 12 | 39 | 42 | -3   |
| 12   | Hearts of Oak                | 46  | 34 | 12 | 10 | 12 | 32 | 37 | -5   |
| 13   | Nsoatreman FC P              | 46  | 34 | 14 | 4  | 16 | 31 | 38 | -7   |
| 14   | Accra Lions                  | 45  | 34 | 13 | 6  | 15 | 37 | 44 | -7   |
| 15   | Great Olympics               | 45  | 34 | 12 | 9  | 13 | 29 | 35 | -6   |
| 16   | Tamale City FC P             | 42  | 34 | 10 | 12 | 12 | 38 | 37 | +1   |
| 17   | King Faisal Babies           | 42  | 34 | 12 | 6  | 16 | 31 | 43 | -12  |
| 18   | Akyem Oda Kotoku Royals FC P | 26  | 34 | 7  | 5  | 22 | 35 | 57 | -22  |

|  | Qualification pour la Ligue des champions de la CAF 2023-2024 |
|  | Qualification pour la Coupe de la confédération 2023-2024     |
|  | Relégation                                                    |

## Bilan de la saison
| Championnat du Ghana de football 2022-2023 |                                   |
| Champion                                   | Medeama Sporting Club (1er titre) |
| Coupes et trophées                         |                                   |
| Vainqueur de la Coupe du Ghana 2022-2023   | Dreams Football Club              |
| Qualifications continentales               |                                   |
| Ligue des champions de la CAF 2023-2024    | Medeama Sporting Club             |
| Coupe de la confédération 2023-2024        | Dreams Football Club              |
| Promotions et relégations                  |                                   |
| Promus en Premier League                   | Bofoakwa Tano FC                  |
| Promus en Premier League                   | Heart of Lions Football Club      |
| Promus en Premier League                   | Nations FC                        |
| Relégués en Division One                   | Tamale City FC                    |
| Relégués en Division One                   | King Faisal Babies                |
| Relégués en Division One                   | Akyem Oda Kotoku Royals FC        |